# Ventura Corporate Towers
Ventura Corporate Towers é um arranha-céu composto por duas torres gêmeas, no Centro do Rio de Janeiro, situado na avenida República do Chile 330, entre a avenida República do Paraguai e a rua do Lavradio, em frente à Catedral Metropolitana do Rio de Janeiro.
Foi construído pelo consorcio Camargo Corrêa e Método em parceria com a Tishman Speyer, que investiram em conjunto 650 milhões de reais.

## Selo verde
O edifício recebeu a certificação Leed (Leadership in Energy and Environmental Design), conferido pela ONG americana U.S. Green Building Council, por atender a uma série de exigências sustentáveis para o edifício, entre elas o uso inteligente e racionalizado de água e energia, controle do descarte de entulho, reciclagem de lixo, etc.
Dentre os recursos para racionalização de energia,  está o uso de vidros especiais que garantem iluminação natural e não esquentam tanto o interior do prédio, reduzindo gastos com ar refrigerado e luz.
Em conjunto com o Ventura Corporate Towers, o empreendimento reforçará o corredor comercial da Avenida República do Chile, formado pelo BNDES, Finep, Petrobrás e Caixa Econômica Federal.
A torre tem 146 metros de altura, contando com 5 subsolos, 36 andares e heliporto.

## Ação com paraquedistas
Em 2013, os paraquedistas Jokke Sommer e Ludovic Woerth ganharam notoriedade mundial após atravessarem voando o vão entre as torres gêmeas.